# Stephania (påvehustru)
Stephania, död 868, var hustru till påven Hadrianus II (påve 867–872). 
Stephania gifte sig med den framtida Hadrianus II många år innan han blev påve och innan han avlade prästlöfte. Paret fick en dotter. Vid denna tidpunkt var det ännu inte förbjudet för katolska präster att vara gifta: även om celibat sågs som en rekommendation så infördes kravet på celibat för präster först 1139.
När Hadrianus valdes till påve 867 var hans hustru fortfarande vid liv. Hennes position var troligen unik. Det är känt att sex påvar utöver Hadrianus II varit gifta, men alla övriga tycks ha blivit änklingar innan de valdes till påve; den senaste gifta påven Hormisdas hade avlidit över tre hundra år tidigare. Det var dock fortsatt inte förbjudet för påven att ha en hustru, även om det inte sågs som idealt. Prästers hustrur fick den kvinnliga versionen av makens titel, och Stephanias titel bör därför ha varit påvinna. Både Stephania och hennes dotter uppges ha bott med Hadrianus i Lateranen.
Året efter makens val till påve, 868, utspelades dock ett mycket uppmärksammat brott. Påveparets legitima dotter hade gift sig med en prästson vid namn Eleutherius, släkting (möjligen bror) till påvens bibliotekarie Anastasius Bibliothecarius, som tillhörde det kejserliga partiet vid påvehovet. Svärsonen visade sig dock ha begått bigami, eftersom han dolt att han redan var gift vid tidpunkten för bröllopet. Både Stephania och hennes dotter blev kidnappade av Eleutherius, som förde bort dem och mördade dem. Eleutherius dömdes till döden för mordet. Anastasius, som anklagades för att ha konspirerat för att planera mordet, exkommunicerades och levde resten av livet vid det kejserliga hovet.
Stephania och hennes dotters kidnappning och mord upptecknades utförligt i tredje delen av den berömda krönikan Annales Bertiniani av ärkebiskop Hinkmar av Reims i Pertz, Mon. Germanica vol. 1.